# Saab 35 Draken
Saab 35 Draken (zmeu) a fost un avion de vânătoare monoloc construit între 1955 și 1974. A îndeplinit cu succes rolul de interceptor pentru orice condiții meteorologice în timpul Războiului Rece, fiind primul dintr-o serie de avioane de luptă foarte performante proiectate de Saab. A fost primul avion de serie cu aripă în configurație dublu-delta.